# Таннел (гора)
Таннел (англ. Tunnel Mountain; означает «Туннельная гора»), известна также как Спящий буйвол — гора в Канадских Скалистых горах на западе Канады, расположенная в долине реки Боу в национальном парке Банф в Альберте. Находится у впадения Спрей-ривер в Боу с видом на горячие источники на горе Салфер. Гора почти полностью окружена городом Банф и территорией отеля Banff Springs. Высота горы — 1692 м над уровнем моря.

## Название

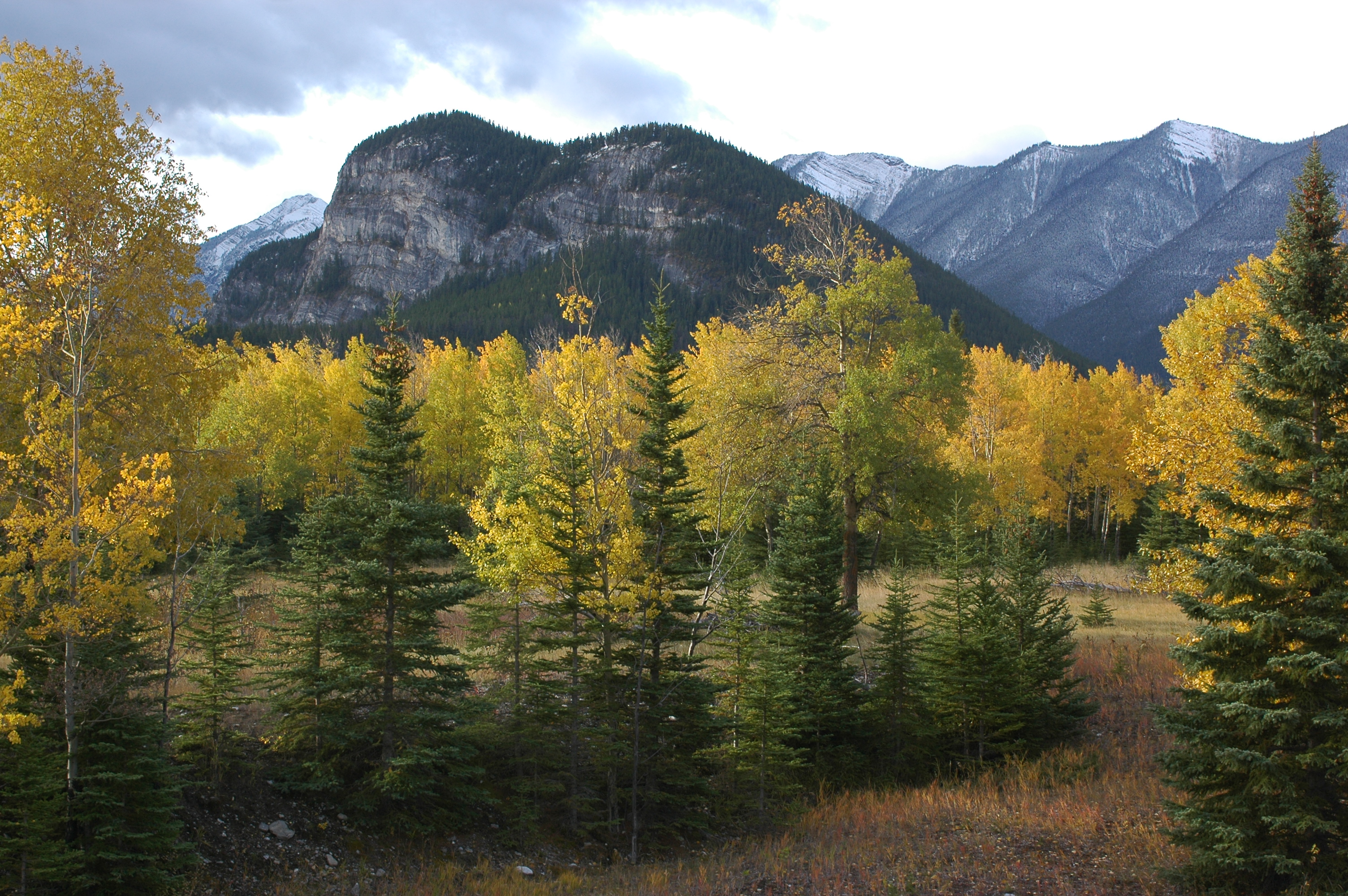
Гора Таннел с севера напоминает спящего буйвола

На языке блэкфут индейского племени черноногих гора называется «Иинии Истако», а на языке стони — «Эярхей Татанга Воуяхгей Вакан». Народ стони долгое время называл его «Спящим буйволом», так как он напоминает спящего буйвола, если смотреть с севера и востока. В 1858 году Джеймс Гектор назвал вершину «Холм», вероятно, в связи с её статусом самой маленькой вершины, прилегающей к городку Банф. В 1880-х годах геодезисты Канадской тихоокеанской железной дороги впервые задумались о прокладывании туннеля через гору для железнодорожных путей через долину Боу. Несмотря на то, что они нашли другой маршрут для дороги и идея туннеля была оставлена, название «Туннельная гора» прижилось. В сентябре 2016 года пятнадцать коренных народов подписали резолюцию, призывающую к началу официального процесса с Канадским советом по географическим названиям Министерства природных ресурсов Канады по переименованию Туннельной горы в Священную гору-хранитель бизонов. На своем «Диалоге лидеров коренных народов» в Банфе в ноябре 2017 года представители торжественно дали название «Священная гора-хранитель бизонов», ожидая решения СРН.
Смотровая площадка на вершине горы стала называться «Королевской смотровой площадкой» после Королевского тура в 1939 году, когда на неё поднялись король Георг VI и королева Елизавета.

## История

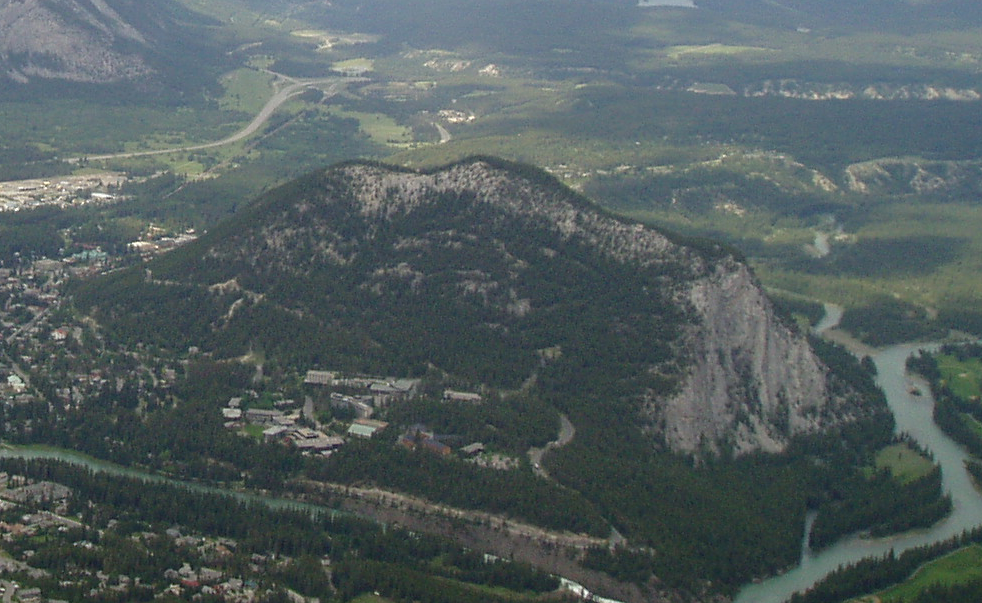
Вид на гору Таннел с вершины Салфера. На переднем плане долина Боу, на заднем плане — Канадская тихоокеанская железная дорога и Трансканадское шоссе.

В 1882 году группа геодезистов под руководством майора А. Роджерса, известного по названному в его четь перевала Роджерс, занималась геодезической разведкой в ходе строительстве Канадской тихоокеанской железной дороги. Роджерс, вероятно, очень торопился и решил, что самый простой путь для железной дороги — просто следовать по реке Боу. Из-за трудностей, с которыми пришлось бы столкнуться при переходах через реки и крутые скалы между северо-западным краем горы Рандл и Таннел, команда Роджерса предложила построить туннель длиной 275 м через небольшую гору. Генеральный директор компании Уильям Корнелиус ван Хорн был в ярости от этого предложения, воскликнув: «Мы собираемся задержать эту железную дорогу на полтора года, пока они строят свой проклятый туннель? Уберите его!». Случайно был обнаружен альтернативный маршрут к северу от горы, который сократил железную дорогу на милю и обогнул два длинных холма, сэкономив компании миллионы долларов. Геодезист Чарльз Шоу охарактеризовал эту идею с туннелем как «самую экстраординарную ошибку, которую я когда-либо знал в инженерной сфере». Идея туннеля была полностью отброшена, но гора до сих пор называется Туннельной горой.

## Туризм
Таннел, вероятно, из-за её небольшого уклона и расположения в самом центре Банфа, является очень популярным местом туристических прогулок. Тропа имеет пологий уклон на протяжении большей части пути, с несколькими небольшими крутыми участками и составляет всего 4,3 км туда и обратно. С вершины открывается панорамный вид на город, долину Боу и окружающую природу, и многие рекомендуют её как легкий вводный поход в этом районе.
Гора также отмечена многими известными альпинистами. Джеймс Аутрам, первый человек, поднявшийся на гору Ассинибойн, поднялся на Таннел в 1900 году, комментируя, что «никогда не забудет открывшийся вид». Артур О. Уиллер, соучредитель Альпийского клуба Канады, также был в восторге от вида с горы:
Хотя вершина находится всего на высоте 5 500 футов (1692 м) над уровнем моря, она представляет собой великолепную смотровую площадку, охватывающую долину реки Боу как на востоке, так и на западе. Главное преимущество состоит в том, что, расположенная … на полпути между долиной и гребнями окружающих горных хребтов, она имеет прекрасную перспективу в глубине и в высоте.
На горе был развеян прах известного канадского художника-анималиста Карла Рунгиуса (1869—1959), так как ему нравился вид на Банф и долину Боу  .

## Геология
Гора Таннел дала название одноимённой геологической формации.